# Championnats d'Europe de gymnastique acrobatique 2013
Navigation
Édition précédente Édition suivante
Les championnats d'Europe de gymnastique acrobatique 2013, vingt-sixième édition des championnats d'Europe de gymnastique acrobatique, ont eu lieu du 16 au 28 octobre 2013 à Odivelas, au Portugal. 

## Podiums

### Senior
| Épreuves                      | Or                                                                          | Argent                                                                      | Bronze                                                                      |
| ----------------------------- | --------------------------------------------------------------------------- | --------------------------------------------------------------------------- | --------------------------------------------------------------------------- |
| Duo masculin                  |                                                                             |                                                                             |                                                                             |
| Général résultats détaillés   | Russie Alexey Dudchenko Konstantin Pilipchuk                                | Royaume-Uni Alex Houston Timothy Pritchard                                  | Biélorussie Yauheni Novikau Ilya Rybinski                                   |
| Statique résultats détaillés  | Russie Alexey Dudchenko Konstantin Pilipchuk                                | Royaume-Uni Alex Houston Timothy Pritchard                                  | Biélorussie Yauheni Novikau Ilya Rybinski                                   |
| Dynamique résultats détaillés | Russie Alexey Dudchenko Konstantin Pilipchuk                                | Royaume-Uni Alex Houston Timothy Pritchard                                  | Biélorussie Yauheni Novikau Ilya Rybinski                                   |
| Duo féminin                   |                                                                             |                                                                             |                                                                             |
| Général résultats détaillés   | Royaume-Uni Danielle Jones Shanie-redd Thorne                               | Belgique Eline De Smedt Nikki Snel                                          | Russie Ekaterina Mishchenko Ksenia Sidelnikova                              |
| Statique résultats détaillés  | Belgique Eline De Smedt Nikki Snel                                          | Royaume-Uni Danielle Jones Shanie-redd Thorne                               | Russie Elizaveta Dubrovina Valentina Kim                                    |
| Dynamique résultats détaillés | Russie Ekaterina Mishchenko Ksenia Sidelnikova                              | Biélorussie Marharyta Bartashevich Viktoriya Mikhnovich                     | Royaume-Uni Danielle Jones Shanie-redd Thorne                               |
| Duo mixte                     |                                                                             |                                                                             |                                                                             |
| Général résultats détaillés   | Royaume-Uni Dominic Smith Alice Upcott                                      | Russie Marina Chernova Revaz Gurgenidze                                     | Portugal Leonor Oliveira Gonçalo Roque                                      |
| Statique résultats détaillés  | Portugal Leonor Oliveira Gonçalo Roque                                      | Russie Marina Chernova Revaz Gurgenidze                                     | Royaume-Uni Dominic Smith Alice Upcott                                      |
| Dynamique résultats détaillés | Royaume-Uni Eleanor Franks Christopher Rogers                               | Portugal Leonor Oliveira Gonçalo Roque                                      | Russie Marina Chernova Revaz Gurgenidze                                     |
| Quatuor masculin              |                                                                             |                                                                             |                                                                             |
| Général résultats détaillés   | Russie Dmitry Bryzgalov Valentin Chetverkin Maxim Chulkov Aleksandr Kurasov | Biélorussie Artsiom Khvalko Kiryl Shatau Eduard Vauchetski Kiryl Zhdanovich | Ukraine Viktor Iaremchuk Andrii Kozynko Oleksiy Lesyk Oleksandr Nelep       |
| Statique résultats détaillés  | Russie Dmitry Bryzgalov Valentin Chetverkin Maxim Chulkov Aleksandr Kurasov | Biélorussie Artsiom Khvalko Kiryl Shatau Eduard Vauchetski Kiryl Zhdanovich | Pologne Jakub Kosowicz Wojciech Krysiak Łukasz Misztela Radoslaw Trojan     |
| Dynamique résultats détaillés | Russie Dmitry Bryzgalov Valentin Chetverkin Maxim Chulkov Aleksandr Kurasov | Ukraine Viktor Iaremchuk Andrii Kozynko Oleksiy Lesyk Oleksandr Nelep       | Biélorussie Artsiom Khvalko Kiryl Shatau Eduard Vauchetski Kiryl Zhdanovich |
| Trio féminin                  |                                                                             |                                                                             |                                                                             |
| Général résultats détaillés   | Russie Ekaterina Loginova Aigul Shaikhutdinova Ekaterina Stroynova          | Royaume-Uni Georgia Lancaster Elise Matthews Millie Spalding                | Portugal Daniela Leal Leonor Piqueiro Bárbara Sequeira                      |
| Statique résultats détaillés  | Russie Ekaterina Loginova Aigul Shaikhutdinova Ekaterina Stroynova          | Portugal Daniela Leal Leonor Piqueiro Bárbara Sequeira                      | Biélorussie Yulia Khrypach Hanna Kobyzeva Yulia Kovalenko                   |
| Dynamique résultats détaillés | Russie Ekaterina Loginova Aigul Shaikhutdinova Ekaterina Stroynova          | Royaume-Uni Georgia Lancaster Elise Matthews Millie Spalding                | Portugal Daniela Leal Leonor Piqueiro Bárbara Sequeira                      |

### Junior
| Épreuves                      | Or                                                               | Argent                                                               | Bronze                                                                        |
| ----------------------------- | ---------------------------------------------------------------- | -------------------------------------------------------------------- | ----------------------------------------------------------------------------- |
| Duo masculin                  |                                                                  |                                                                      |                                                                               |
| Général résultats détaillés   | Royaume-Uni Ryan Bartlett Luke Sewell                            | Russie Andrey Charikov Aleksandr Kvasov                              | Biélorussie Dzmitry Lilenka Uladzislau Sableuski                              |
| Statique résultats détaillés  | Russie Andrey Charikov Aleksandr Kvasov                          | Royaume-Uni Ryan Bartlett Luke Sewell                                | Biélorussie Dzmitry Lilenka Uladzislau Sableuski                              |
| Dynamique résultats détaillés | Royaume-Uni Ryan Bartlett Luke Sewell                            | Russie Andrey Charikov Aleksandr Kvasov                              | Portugal Rafael Branco Pedro Melo                                             |
| Duo féminin                   |                                                                  |                                                                      |                                                                               |
| Général résultats détaillés   | Royaume-Uni Hannah Baughn Keri Douglas                           | Russie Malvina Kasumova Anastasia Nevodnichkova                      | Biélorussie Darya Nestsiaruk Maryna Samkevich                                 |
| Statique résultats détaillés  | Biélorussie Darya Nestsiaruk Maryna Samkevich                    | Russie Malvina Kasumova Anastasia Nevodnichkova                      | Ukraine Ganna Lyakh Anna Verzhbytska                                          |
| Dynamique résultats détaillés | Royaume-Uni Hannah Baughn Keri Douglas                           | Russie Malvina Kasumova Anastasia Nevodnichkova                      | Ukraine Ganna Lyakh Anna Verzhbytska                                          |
| Duo mixte                     |                                                                  |                                                                      |                                                                               |
| Général résultats détaillés   | Russie Svetlana Gorskaia Georgy Pataraya                         | Belgique Solano Cassamajor Yana Vastavel                             | Portugal Inês Germano João Martins                                            |
| Statique résultats détaillés  | Royaume-Uni Isabella Montagna Lewis Walker                       | Russie Svetlana Gorskaia Georgy Pataraya                             | Ukraine Inna Bayak Yuriy Protsyk                                              |
| Dynamique résultats détaillés | Russie Svetlana Gorskaia Georgy Pataraya                         | Royaume-Uni Isabella Montagna Lewis Walker                           | Belgique Solano Cassamajor Yana Vastavel                                      |
| Quatuor masculin              |                                                                  |                                                                      |                                                                               |
| Général résultats détaillés   | Royaume-Uni Connor Bartlett Harry Sewell Gareth Wood George Wood | Russie Erlan Ibraev Alexandr Samoylov Igor Tarapat Anatolii Volf     | Bulgarie Dennis Andreev Valeri Serafimov Athanas Tashev Martin Vasilev        |
| Statique résultats détaillés  | Royaume-Uni Connor Bartlett Harry Sewell Gareth Wood George Wood | Russie Erlan Ibraev Alexandr Samoylov Igor Tarapat Anatolii Volf     | Biélorussie Yauheni Kashyn Dzmitry Liptsau Yauheni Madzvedzeu Andrei Yarmilau |
| Dynamique résultats détaillés | Royaume-Uni Connor Bartlett Harry Sewell Gareth Wood George Wood | Russie Erlan Ibraev Alexandr Samoylov Igor Tarapat Anatolii Volf     | Biélorussie Yauheni Kashyn Dzmitry Liptsau Yauheni Madzvedzeu Andrei Yarmilau |
| Trio féminin                  |                                                                  |                                                                      |                                                                               |
| Général résultats détaillés   | Russie Yulia Nikitina Zhanna Parkhometc Ksenia Sukhomlinova      | Royaume-Uni Jennifer Bailey Cicely Irwin Josephine Russell           | Biélorussie Katsiaryna Barysevich Veranika Nabokina Karina Sandovich          |
| Statique résultats détaillés  | Russie Yulia Nikitina Zhanna Parkhometc Ksenia Sukhomlinova      | Biélorussie Katsiaryna Barysevich Veranika Nabokina Karina Sandovich | Royaume-Uni Jennifer Bailey Cicely Irwin Josephine Russell                    |
| Dynamique résultats détaillés | Russie Yulia Nikitina Zhanna Parkhometc Ksenia Sukhomlinova      | Royaume-Uni Jennifer Bailey Cicely Irwin Josephine Russell           | Ukraine Dana Olefir Diana Panchuk Hanna Patchenko                             |

## Tableau des médailles
| Rang  | Nation      | Or | Argent | Bronze | Total |
| ----- | ----------- | -- | ------ | ------ | ----- |
| 1     | Russie      | 10 | 2      | 3      | 15    |
| 2     | Royaume-Uni | 3  | 6      | 2      | 11    |
| 3     | Portugal    | 1  | 2      | 3      | 6     |
| 4     | Belgique    | 1  | 1      | 0      | 2     |
| 5     | Biélorussie | 0  | 3      | 5      | 8     |
| 6     | Ukraine     | 0  | 1      | 1      | 2     |
| 7     | Pologne     | 0  | 0      | 1      | 1     |
| Total | Total       | 15 | 15     | 15     | 45    |